# إي. إي. نايت
إي. إي. نايت (بالإنجليزية: E. E. Knight)‏‏ (7 مارس 1965 في لاكروس - ) روائي، وكاتب، وكاتب خيال علمي من الولايات المتحدة.